# تیسدورف
تیسدورف (به آلمانی: Teesdorf) یک منطقهٔ مسکونی در اتریش است که در ناحیه بادن واقع شده‌است. تیسدورف ۱٬۶۴۱ نفر جمعیت دارد.